# Leptostylus trigonus
Leptostylus trigonus är en skalbaggsart som beskrevs av Bates 1880. Leptostylus trigonus ingår i släktet Leptostylus och familjen långhorningar.
Artens utbredningsområde är:
- Guatemala.
- Panama.

Inga underarter finns listade i Catalogue of Life.